# 國道198號
國道198號是日本福岡縣北九州市門司區的一般國道。日本第三短的國道。

## 概要
- 陸上距離：600m（=0.6km）[1]
- 起點：門司港（門司港灣合同廳舍前[2]，國道199號起點）
- 終點：福岡縣北九州市門司區（棧橋通交叉點 = 國道3號交點）

## 接續路線
- 國道3號
- 國道199號

## 其他短距離國道
- 國道174號 0.18km
- 國道130號 0.5km
- 國道177號 0.7km
- 國道189號 2.9km（共線路段外僅0.4km）